# Léopold-Bastien Desormery
Léopold-Bastien Desormery (* um 1740 in Bayon südlich von Nancy; † 1810 in Paris) war ein französischer Komponist und Sänger der Klassik.

## Leben
Léopold Desormery erhielt seine musikalische Ausbildung im Umfeld der erzbischöflichen Kathedrale von Nancy, wo 1756 eine erste Messe des etwa 17-Jährigen aufgeführt wurde. Ab 1762 wirkte er in Lyon, wo ein Jahr später seine Pastorale La bergère des Alpes ohne großen Erfolg gegeben wurde. 1765 ließ er sich Paris nieder, wo er einige seiner Motetten beim Concert spirituel zur Aufführung gelangten. Gemeinsam mit dem Direktor der Institution Joseph Legros schuf er 1774 das Heldenballett Hylas et Eglé. Seine Oper Euthyme et Lyris wurde 1776 an der Académie royale de Musique gegeben und 22 Mal aufgeführt. Myrtil et Lycoris wurde 1777 erstmals aufgeführt und 63 Mal wiederholt, ein bis dahin nicht dagewesener Erfolg für eine Oper.
Zwei weitere Opern von Desormery ließ man nicht zur Aufführung kommen, entmutigt durch diese Hindernisse widmete er sich dem Unterricht. Im Alter von 68 Jahren komponierte er seine letzte Oper Les Montagnards, die ebenfalls nicht zur Aufführung gelangte. Desormery zog sich in die Umgebung von Beauvais zurück. Er starb im Alter von mehr als siebzig Jahren.

## Werke (Auswahl)
- Kantate, Les horreurs de la guerre für Tenor und Orchester (Lyon, 1762)
- Kantate, La Gloire du Seigneur (1768)
- Motette, Deus noster (1770)

Bühnenwerke
- La bergère des Alpes,  Pastorale,  1763
- Hylas et Eglé, Ballet-héroïque: 1 act, 1774
- La fête du village,  Opera comique: 2 acts, 1775
- Euthyme et Lyris,  Ballet-héroïque: 1 act, 1776
- Myrtil et Lycoris,  Pastorale, 1777
- Le mendiant, Comédie : 3 acts, 1808
- Les montagnards